# Gaibandha
Gaibandha (engelska: Gaibandha District) är ett distrikt i Bangladesh.   Det ligger i provinsen Rangpur, i den norra delen av landet, 190 km nordväst om huvudstaden Dhaka. Antalet invånare är 2 379 255.